# Бохемски здравец
Бохемският здравец (Geranium bohemicum) е вид едногодишно растение от рода Здравец. Включено е в Червената книга на България като рядък вид. Расте по влажни тревисти места в горския пояс. Цъфти през юни и юли.